# Campeonato Paraguaio de Futebol de 2025 – Primeira Divisão
A "DIVISIÓN DE HONOR 2025", oficialmente conhecida como "COPA DE PRIMERA TIGO UENO BANK 2025", é a 91.ª temporada do Divisão de Honra, campeonato de clubes de futebol equivalente à primeira divisão profissional do futebol no Paraguai.
A "Copa de Primera Tigo – ueno bank" de 2025, que é disputada em dois campeonatos independentes (Apertura e Clausura), teve início em 24 de janeiro e tem término previsto para 1.º de dezembro de 2025. O sorteio dos jogos da temporada foi realizado em 9 de dezembro de 2024.
No Torneo Apertura, o Libertad conquistou seu vigésimo sexto título da primeira divisão, assegurando a taça com uma vitória por 1–0 sobre o 2 de Mayo em 1.º de junho, na última rodada da competição.

## Regulamento
Cada campeonato, Apertura e Clausura, será disputado no sistema de pontos corridos, em turno e returno. Serão vinte e duas rodadas por torneio, totalizando quarenta e quatro datas ao longo da temporada anual. O campeão de cada torneio será o clube que somar o maior número de pontos nas 22 rodadas disputadas em cada competição, seja no Apertura ou no Clausura.

## Torneo Apertura
O Torneo Apertura, denominado oficialmente "Osvaldo Domínguez Dibb", foi o 131.º campeonato oficial da principal divisão do futebol do Paraguai. Sua disputa teve início em 24 de janeiro e foi encerrada em 2 de junho de 2025.

### Classificação doTorneo Apertura
| Pos | Equipe            | Pts | J  | V  | E  | D  | GP | GC | SG  | Classificação                               |
| --- | ----------------- | --- | -- | -- | -- | -- | -- | -- | --- | ------------------------------------------- |
| 1   | Libertad (C)      | 44  | 22 | 12 | 8  | 2  | 35 | 15 | +20 | Fase de grupos da Taça Libertadores de 2026 |
| 2   | Cerro Porteño     | 39  | 22 | 11 | 6  | 5  | 33 | 18 | +15 |                                             |
| 3   | Guaraní           | 38  | 22 | 12 | 2  | 8  | 27 | 24 | +3  |                                             |
| 4   | Trinidense        | 34  | 22 | 8  | 10 | 4  | 27 | 22 | +5  |                                             |
| 5   | Olimpia           | 33  | 22 | 8  | 9  | 5  | 27 | 22 | +5  |                                             |
| 6   | Sportivo Ameliano | 29  | 22 | 7  | 8  | 7  | 23 | 20 | +3  |                                             |
| 7   | Recoleta          | 27  | 22 | 6  | 9  | 7  | 29 | 31 | −2  |                                             |
| 8   | Nacional          | 25  | 22 | 7  | 4  | 11 | 23 | 28 | −5  |                                             |
| 9   | General Caballero | 22  | 22 | 5  | 7  | 10 | 19 | 26 | −7  |                                             |
| 10  | Sportivo Luqueño  | 22  | 22 | 4  | 10 | 8  | 13 | 25 | −12 |                                             |
| 11  | 2 de Mayo         | 18  | 22 | 2  | 12 | 8  | 15 | 26 | −11 |                                             |
| 12  | Tembetary         | 18  | 22 | 3  | 9  | 10 | 17 | 31 | −14 |                                             |

1. 1 2  Pontos no confronto direto: General Caballero (JLM) 4, Sportivo Luqueño 1.

### Resultados doTorneo Apertura
| Mandante \ Visitante | 2DM | CCP | GCM | GUA | LIB | NAC | OLI | REC | SPA | SLU | TEM | TRI |
| -------------------- | --- | --- | --- | --- | --- | --- | --- | --- | --- | --- | --- | --- |
| 2 de Mayo            | —   | 1–1 | 0–1 | 0–2 | 0–1 | 0–0 | 0–0 | 0–4 | 1–4 | 1–1 | 1–1 | 1–1 |
| Cerro Porteño        | 1–1 | —   | 2–1 | 0–1 | 2–2 | 3–1 | 1–2 | 2–1 | 2–0 | 0–0 | 1–0 | 1–0 |
| General Caballero    | 1–1 | 0–1 | —   | 0–0 | 0–5 | 2–4 | 1–1 | 2–2 | 1–0 | 3–0 | 0–1 | 1–1 |
| Guaraní              | 0–1 | 0–2 | 2–1 | —   | 0–1 | 2–1 | 2–1 | 1–3 | 1–3 | 2–1 | 0–0 | 1–3 |
| Libertad             | 1–1 | 1–0 | 1–0 | 1–3 | —   | 1–0 | 2–1 | 5–2 | 2–0 | 3–0 | 0–0 | 1–1 |
| Nacional             | 1–0 | 1–3 | 1–0 | 1–2 | 0–3 | —   | 1–1 | 1–1 | 0–1 | 4–0 | 1–0 | 1–1 |
| Olimpia              | 2–1 | 2–1 | 0–3 | 0–1 | 1–1 | 0–1 | —   | 0–0 | 0–0 | 3–1 | 3–0 | 4–2 |
| Recoleta             | 0–2 | 1–3 | 3–1 | 0–3 | 1–1 | 1–0 | 1–1 | —   | 1–1 | 0–1 | 1–1 | 1–2 |
| Sportivo Ameliano    | 1–1 | 0–0 | 0–1 | 2–0 | 0–0 | 2–1 | 2–2 | 1–2 | —   | 2–2 | 2–0 | 0–1 |
| Sportivo Luqueño     | 0–0 | 1–1 | 0–0 | 0–1 | 1–0 | 2–1 | 0–1 | 0–0 | 0–0 | —   | 1–1 | 1–0 |
| Tembetary            | 1–1 | 1–6 | 1–0 | 1–2 | 1–2 | 1–2 | 0–1 | 2–3 | 1–0 | 1–1 | —   | 2–2 |
| Trinidense           | 2–1 | 1–0 | 0–0 | 2–1 | 1–1 | 2–0 | 1–1 | 1–1 | 1–2 | 1–0 | 1–1 | —   |

### Artilharia doTorneo Apertura
| Pos. | Jogador            | Clube             | Gols |
| ---- | ------------------ | ----------------- | ---- |
| 1    | Gustavo Caballero  | Nacional          | 9    |
| 1    | Juan Iturbe        | Cerro Porteño     | 9    |
| 3    | Fernando Fernández | Guaraní           | 8    |
| 4    | Lorenzo Melgarejo  | Libertad          | 7    |
| 5    | Teodoro Arce       | General Caballero | 6    |
| 5    | Néstor Camacho     | Trinidense        | 6    |
| 5    | Rodney Redes       | Olimpia           | 6    |
| 5    | Juan Romero        | Trinidense        | 6    |
| 5    | Alejandro Silva    | Recoleta          | 6    |
| 5    | Jonathan Torres    | Cerro Porteño     | 6    |

Fonte: Soccerway

### Premiação doTorneo Apertura
| Copa de Primera Tigo – ueno bank de 2025               |
| ------------------------------------------------------ |
| Club Libertad Campeão (26° título da primeira divisão) |

## Torneo Clausura
O Torneio Clausura será o 132.º campeonato oficial da primeira divisão. Sua disputa está prevista para começar em 4 de julho e terminar em 1.º de dezembro de 2025.

### Classificação doTorneo Clausura
| Pos | Equipe            | Pts | J | V | E | D | GP | GC | SG | Classificação                               |
| --- | ----------------- | --- | - | - | - | - | -- | -- | -- | ------------------------------------------- |
| 1   | Trinidense        | 6   | 2 | 2 | 0 | 0 | 8  | 5  | +3 | Fase de grupos da Taça Libertadores de 2026 |
| 2   | Cerro Porteño     | 6   | 2 | 2 | 0 | 0 | 4  | 1  | +3 |                                             |
| 3   | Sportivo Luqueño  | 6   | 2 | 2 | 0 | 0 | 3  | 0  | +3 |                                             |
| 4   | Nacional          | 4   | 2 | 1 | 1 | 0 | 2  | 1  | +1 |                                             |
| 5   | Guaraní           | 3   | 2 | 1 | 0 | 1 | 3  | 2  | +1 |                                             |
| 6   | Sportivo Ameliano | 3   | 2 | 1 | 0 | 1 | 1  | 1  | 0  |                                             |
| 7   | Recoleta          | 3   | 2 | 1 | 0 | 1 | 5  | 6  | −1 |                                             |
| 8   | Libertad          | 1   | 2 | 0 | 1 | 1 | 0  | 1  | −1 |                                             |
| 9   | 2 de Mayo         | 1   | 2 | 0 | 1 | 1 | 1  | 3  | −2 |                                             |
| 10  | Olimpia           | 1   | 2 | 0 | 1 | 1 | 4  | 5  | −1 |                                             |
| 11  | Tembetary         | 0   | 2 | 0 | 0 | 2 | 2  | 4  | −2 |                                             |
| 12  | General Caballero | 0   | 2 | 0 | 0 | 2 | 1  | 5  | −4 |                                             |

### Resultados doTorneo Clausura
| Mandante \ Visitante | 2DM | CCP | GCM | GUA | LIB | NAC | OLI | REC | SPA | SLU | TEM | TRI |
| -------------------- | --- | --- | --- | --- | --- | --- | --- | --- | --- | --- | --- | --- |
| 2 de Mayo            | —   |     |     |     | 0–0 |     |     |     |     |     |     |     |
| Cerro Porteño        |     | —   | 3–1 |     |     |     |     |     |     |     |     |     |
| General Caballero    |     |     | —   |     |     |     |     |     |     |     |     |     |
| Guaraní              | 3–1 |     |     | —   |     |     |     |     |     |     |     |     |
| Libertad             |     |     |     |     | —   |     |     |     |     | 0–1 |     |     |
| Nacional             |     |     |     | 1–0 |     | —   |     |     |     |     |     |     |
| Olimpia              |     |     |     |     |     | 1–1 | —   |     |     |     |     |     |
| Recoleta             |     |     |     |     |     |     |     | —   |     |     |     | 2–4 |
| Sportivo Ameliano    |     | 0–1 |     |     |     |     |     |     | —   |     | 1–0 |     |
| Sportivo Luqueño     |     |     | 2–0 |     |     |     |     |     |     | —   |     |     |
| Tembetary            |     |     |     |     |     |     |     | 2–3 |     |     | —   |     |
| Trinidense           |     |     |     |     |     |     | 4–3 |     |     |     |     | —   |

### Artilharia doTorneo Clausura
| Pos. | Jogador            | Clube         | Gols |
| ---- | ------------------ | ------------- | ---- |
| 1    | Juan Iturbe        | Cerro Porteño | 3    |
| 1    | Néstor Camacho     | Trinidense    | 3    |
| 3    | Hugo Sandoval      | Recoleta      | 2    |
| 3    | William Mendieta   | Guaraní       | 2    |
| 3    | Sebastián Ferreira | Olimpia       | 2    |

### Premiação doTorneo Clausura
| Copa de Primera Tigo – ueno bank de 2025  |
| ----------------------------------------- |
| ? Campeão (?° título da primeira divisão) |